# Гипотеза Эйлера
Гипотеза Эйлера — предположение о том, что для любого натурального числа {\displaystyle n>2} никакую {\displaystyle n}-ю степень натурального числа нельзя представить в виде суммы {\displaystyle (n-1)} {\displaystyle n}-х степеней других натуральных чисел. То есть уравнения:
{\displaystyle {\begin{matrix}a^{3}+b^{3}=c^{3}\\a^{4}+b^{4}+c^{4}=d^{4}\\a^{5}+b^{5}+c^{5}+d^{5}=e^{5}\\\dots \\\sum \limits _{k=1}^{n-1}a_{k}^{n}=a_{n}^{n}\end{matrix}}}
не имеют решения в натуральных числах. Опровергнута.
Гипотеза была высказана в 1769 году Эйлером как обобщение великой теоремы Ферма, которая соответствует частному случаю {\displaystyle n=3}. Таким образом, гипотеза Эйлера верна для {\displaystyle n=3}.

## Контрпримеры
В 1966 году с помощью суперкомпьютера CDC 6600 инженерами Дармутского колледжа Ландером и Паркиным найден первый контрпример для {\displaystyle n=5}:
{\displaystyle 27^{5}+84^{5}+110^{5}+133^{5}=144^{5}}.
В 1986 году Ноам Элкис нашёл контрпример для случая {\displaystyle n=4}:
{\displaystyle 2682440^{4}+15365639^{4}+18796760^{4}=20615673^{4}}.
В 1988 году Роджер Фрай (англ. Roger Frye) нашёл наименьший контрпример для {\displaystyle n=4}:
{\displaystyle 95800^{4}+217519^{4}+414560^{4}=422481^{4}}.

## Обобщения
В 1966 году Джон Селфридж совместно с нашедшими первый контпример Ландером и Паркиным высказал гипотезу, что если {\displaystyle \sum _{i=1}^{n}a_{i}^{k}=\sum _{j=1}^{m}b_{j}^{k}}, где {\displaystyle a_{i}\neq b_{j}} — положительные целые числа, {\displaystyle i={\overline {1,n}},j={\overline {1,m}}}, то {\displaystyle m+n\geqslant k}.
В случае справедливости этой гипотезы из неё, в частности, следовало бы, что если {\displaystyle \sum _{i=1}^{n}a_{i}^{k}=b^{k}}, то {\displaystyle n\geqslant k-1}.
Набор положительных целых чисел, удовлетворяющий равенству {\displaystyle \sum _{i=1}^{n}a_{i}^{k}=\sum _{j=1}^{m}b_{j}^{k}}, где {\displaystyle a_{i}\neq b_{j}}, называется {\displaystyle (k,n,m)}-решением. Поиском таких решений для различных значений параметров {\displaystyle k}, {\displaystyle n}, {\displaystyle m} занимаются проекты распределённых вычислений EulerNet и yoyo@home.